# Buchfart
Buchfart település Németországban, azon belül Türingiában. Lakosainak száma 206 fő (2023. december 31.). Buchfart Bad Berka, Blankenhain és Hetschburg községekkel határos.

## Népesség
A település népességének változása:
| Lakosok száma | 183  | 183  | 197  | 197  | 206  |
|               | 2017 | 2019 | 2021 | 2022 | 2023 |